# Coppa Agostoni 1990
La Coppa Agostoni 1990, quarantaquattresima edizione della corsa, si svolse il 13 oppure il 17 agosto 1990 su un percorso di 206 km. La vittoria fu appannaggio dell'italiano Maurizio Fondriest, che completò il percorso in 5h12'49", precedendo i connazionali Francesco Cesarini e Maurizio Vandelli.

## Ordine d'arrivo (Top 10)
| Pos. | Corridore          | Squadra                   | Tempo    |
| ---- | ------------------ | ------------------------- | -------- |
| 1    | Maurizio Fondriest | Del Tongo-Rex             | 5h12'49" |
| 2    | Francesco Cesarini | Del Tongo-Rex             | a 40"    |
| 3    | Maurizio Vandelli  | Gis Gelati-Benotto        | a 43"    |
| 4    | Massimo Ghirotto   | Carrera-Vagabond          | a 46"    |
| 5    | Pëtr Ugrjumov      | Alfa Lum                  | s.t.     |
| 6    | Franco Ballerini   | Del Tongo-Rex             | s.t.     |
| 7    | Bruno Cenghialta   | Ariostea                  | s.t.     |
| 8    | Stefano Colagè     | Jolly Componibili-Club 88 | s.t.     |
| 9    | Angelo Lecchi      | Del Tongo-Rex             | s.t.     |
| 10   | Davide Cassani     | Ariostea                  | s.t.     |